# Trédrez-Locquémeau
Trédrez-Locquémeau település Franciaországban, Côtes-d’Armor megyében. Lakosainak száma 1468 fő (2022. január 1.). Trédrez-Locquémeau Ploumilliau és Saint-Michel-en-Grève községekkel határos.

## Népesség
A település népessége az elmúlt években az alábbi módon változott:
| Lakosok száma | 916  | 1069 | 1155 | 1392 | 1432 | 1445 | 1444 | 1449 | 1457 | 1468 |
|               | 1968 | 1982 | 1990 | 2006 | 2013 | 2015 | 2017 | 2019 | 2020 | 2022 |